# Cantonul Strasbourg-1
Cantonul Strasbourg-1 este un canton din arondismentul Straatsburg-Stad, departamentul Bas-Rhin, regiunea Alsacia, Franța.